# Die Macht der Drei
Die Macht der Drei ist ein technisch-wissenschaftlicher Zukunftsroman von Hans Dominik.
Nach einem Vorabdruck in der Zeitschrift Die Woche in 26 Teilen (3. Dezember 1921 bis 27. Mai 1922) erschien der Roman 1922 beim Scherl-Verlag (Berlin) erstmals in Buchform. Hans Dominik schrieb das Buch in nur sechs Monaten.
Die Macht der Drei stellt eine abgeschlossene Geschichte dar; Atlantis kann allerdings als Nachfolgeroman gelesen werden.

## Inhalt
Der Roman spielt im Jahre 1955. Das Britische Weltreich droht zu zerfallen, und der Konflikt mit den USA spitzt sich zu. Letztendlich erklären die Briten nach kriegerischen Provokationen den USA den Krieg.
In diesem Moment greift die Macht der Drei ein: der Deutsche Sylvester Bursfeld, der Schwede Erik Truwor und der Inder Soma Atma. Sie haben einen telenergetischen Strahler entwickelt, der ihnen ungeheure Macht verleiht. Den drei Männern ist es gelungen, im freien Raum gebundene Energie frei zu bekommen, das Problem der telenergetischen Konzentration zu lösen und dadurch ungeheure Wirkungen zu erzielen. Wohl und Wehe der Erde liegen nun in den Händen dieser drei Menschen.
Die Macht der Drei durchkreuzt die Intrigen der Herrschenden. Mit den telenergetischen Strahlen ist es möglich, jeden Punkt der Erde zu sehen und zu erreichen, Brände zu entfachen, Explosionen auszulösen und dadurch in Kämpfe einzugreifen. Die Drei möchten ihre Macht einsetzen, um der Erde einen neuen Krieg zu ersparen. Der Gegner der Drei, ein Amerikaner mit hypnotischen Fähigkeiten, versucht mit verwerflichen Methoden (unter anderem versucht er, die Verlobte des Deutschen an sich zu binden) die Angelegenheit für sich zu entscheiden. Alles scheint verloren, bis der Inder seine alte Kultur und Weisheit einbringt. Er ist auch der einzige des Triumvirats, der überlebt.

## Ausgaben
- Die Macht der Drei. Heyne Verlag München 1997, ISBN 3-453-13374-9. (Erstausgabe: 1922)
- Atlantis. Heyne Verlag, München 1997, ISBN 3-453-13375-7. (Erstausgabe: 1925)